# Roger Lévy
Pour les articles homonymes, voir Lévy.
Roger Lévy (né à Commercy le 17 août 1914 et mort à Aix-en-Provence le 17 octobre 2006) est un militaire français, Compagnon de la Libération.

## Biographie

### Jeunesse et engagement
Roger Lévy naît le 17 août 1914 à Commercy dans la Meuse. Son père est négociant. À l'issue de ses études, il obtient une licence de droit et exerce comme avocat stagiaire. En 1937, il effectue son service militaire au 121e Escadron Automobile de Réserve Générale à Lure où il se trouve encore lorsque survient la mobilisation générale en 1939.

### Seconde Guerre mondiale
Volontaire pour la campagne de Norvège, il est affecté au Corps expéditionnaire français en Scandinavie. Lorsque celui-ci revient en France en juin 1940, il rembarque aussitôt devant l'avancée des troupes allemandes pour se rendre en Angleterre. Roger Lévy fait alors partie des hommes qui choisissent de rallier les forces françaises libres. Envoyé en Afrique-Équatoriale française en octobre 1940, il suit des cours d'aspirant à Brazzaville puis est affecté en juin 1941 au Régiment de tirailleurs sénégalais du Tchad qui fait partie de la colonne Leclerc. Sous-lieutenant en février 1942, il prend part à la guerre du désert avec la 1re compagnie de découverte et de combat du régiment et s'illustre dans le Fezzan. 
Le 3 mars 1942, au cours d'un affrontement contre les troupes italiennes, le camion transportant Roger Lévy est touché par une rafale de canon de 20 mm et prend feu. Gravement blessé, il ordonne à ses hommes de fuir mais reste sur place et est capturé par l'ennemi qui le transporte à dos de dromadaire vers le poste le plus proche. Le lendemain, il est transféré à Sebha puis part à Tripoli où il doit être amputé de la jambe gauche. Envoyé dans un camp de prisonniers en Italie, il est libéré le 19 avril 1943 en tant que grand blessé et rapatrié en France. Promu lieutenant, il est envoyé à Beyrouth où il est affecté au tribunal militaire en tant que substitut du juge d'instruction, fonction qu'il exerce jusqu'à la fin de la guerre.

### Après-guerre
Une fois le conflit terminé, Roger Lévy devient administrateur de la France d'outre-mer puis conseiller commercial au ministère de l'économie et des finances. Il est parallèlement adjoint au maire d'Aix-en-Provence. Roger Lévy meurt le 17 octobre 2006 à Luynes dans les Bouches-du-Rhône.

## Décorations
|  |  |  |  |  |  |
|  |  |  |  |  |  |
|  |  |  |  |  |  |

| Commandeur de la Légion d'honneur                         | Commandeur de la Légion d'honneur       | Compagnon de la Libération                  | Compagnon de la Libération                  | Croix de guerre 1939-1945               | Croix de guerre 1939-1945               |
| Médaille coloniale Avec agrafe "Fezzan"                   | Médaille coloniale Avec agrafe "Fezzan" | Officier de l'ordre de l'Économie nationale | Officier de l'ordre de l'Économie nationale | Commandeur de l'ordre de l'Étoile noire | Commandeur de l'ordre de l'Étoile noire |
| Chevalier de l'ordre du Mérite de la République italienne |                                         |                                             |                                             |                                         |                                         |